# Marcantonio Raimondi

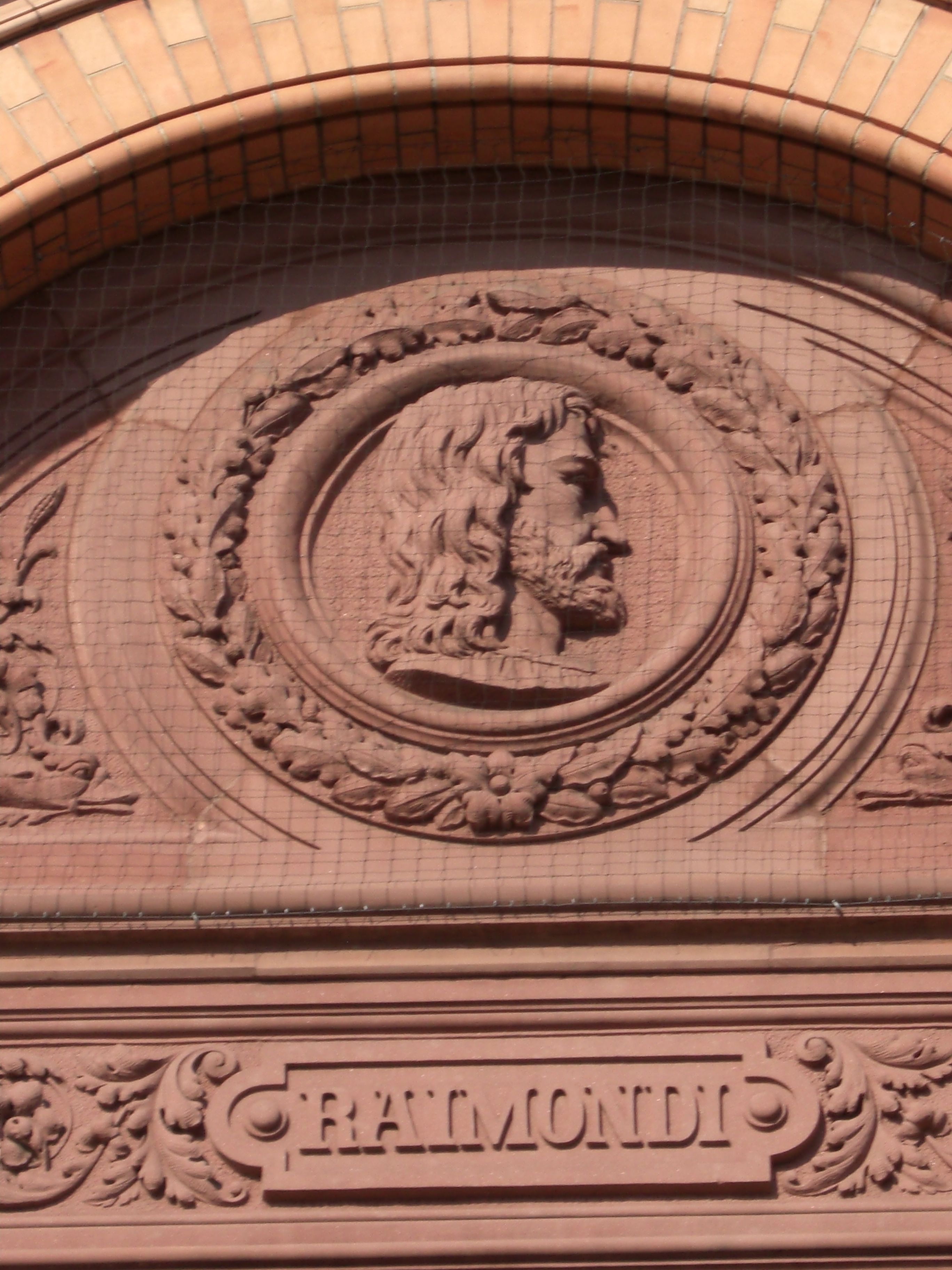
Medaillon von Marcantonio Raimondi an der Hamburger Kunsthalle

Marcantonio Raimondi (* um 1475 in Agini; † um 1534 in Bologna?) war ein italienischer Kupferstecher der Renaissance. Er stellte über 300 Kupferstiche nach Werken zeitgenössischer Maler sowie von Kunstwerken der Antike her und begründete damit die künstlerische Sparte der Reproduktion von Kunstwerken durch Kupferstiche.

## Leben
Raimondi war Sohn eines Goldschmieds aus Bologna und wurde nach Angaben Giorgio Vasaris in Bologna von dem Maler, Medailleur und Goldschmied Francesco Francia in der Kunst des Kupferstichs unterrichtet. Sein Interesse an Kunstwerken der Antike wurde durch seinen Aufenthalt im Umkreis der Bologneser Humanisten angeregt. Er war dort befreundet mit dem Dichter Giovanni Achillini, der eine Reihe antiker Medaillen besaß und den er mit einem Kupferstich porträtierte.

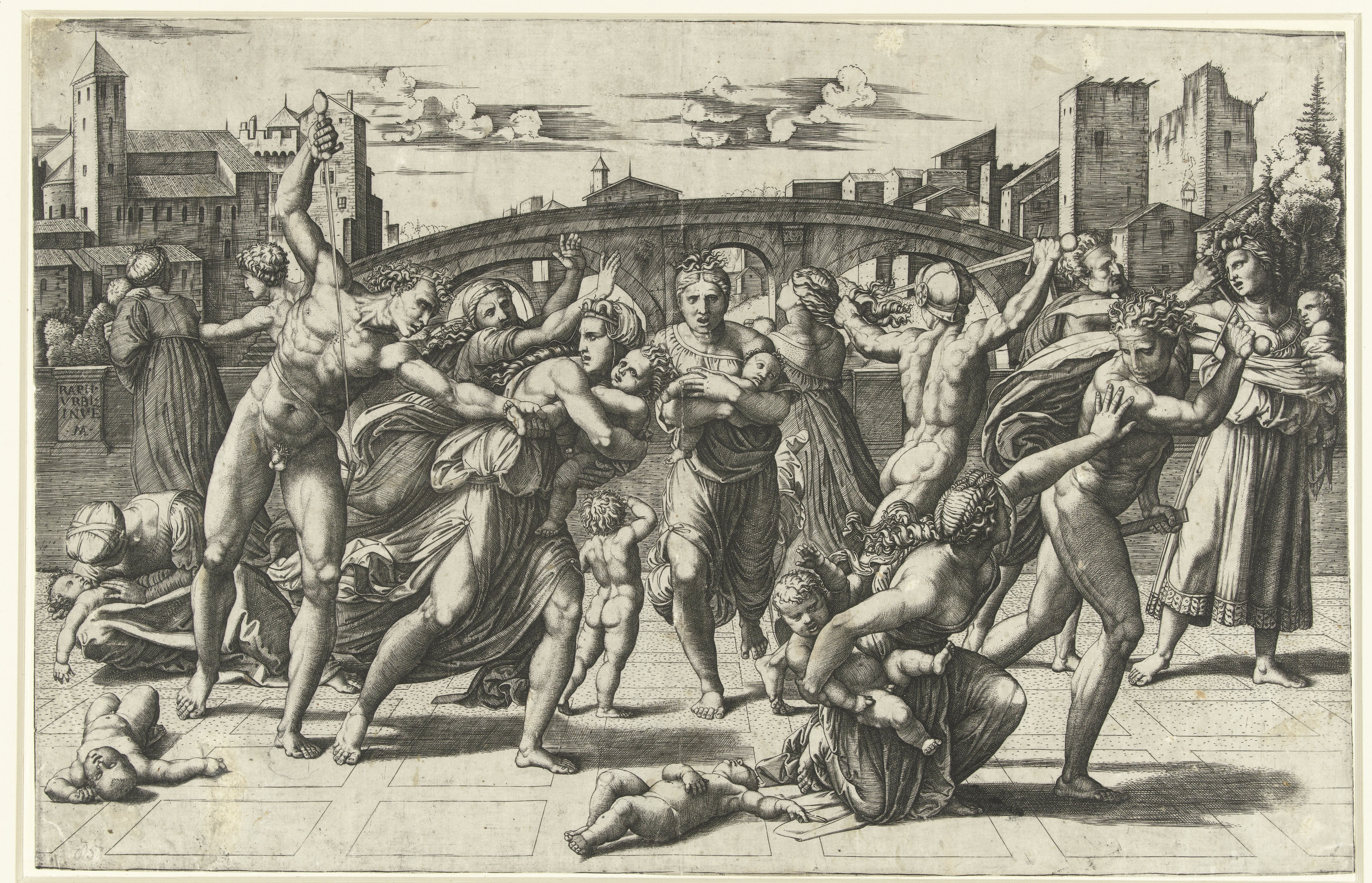
Marcantonio Raimondi:
Der Bethlehemitische Kindermord
(nach Raffael), Kupferstich, ca. 1509

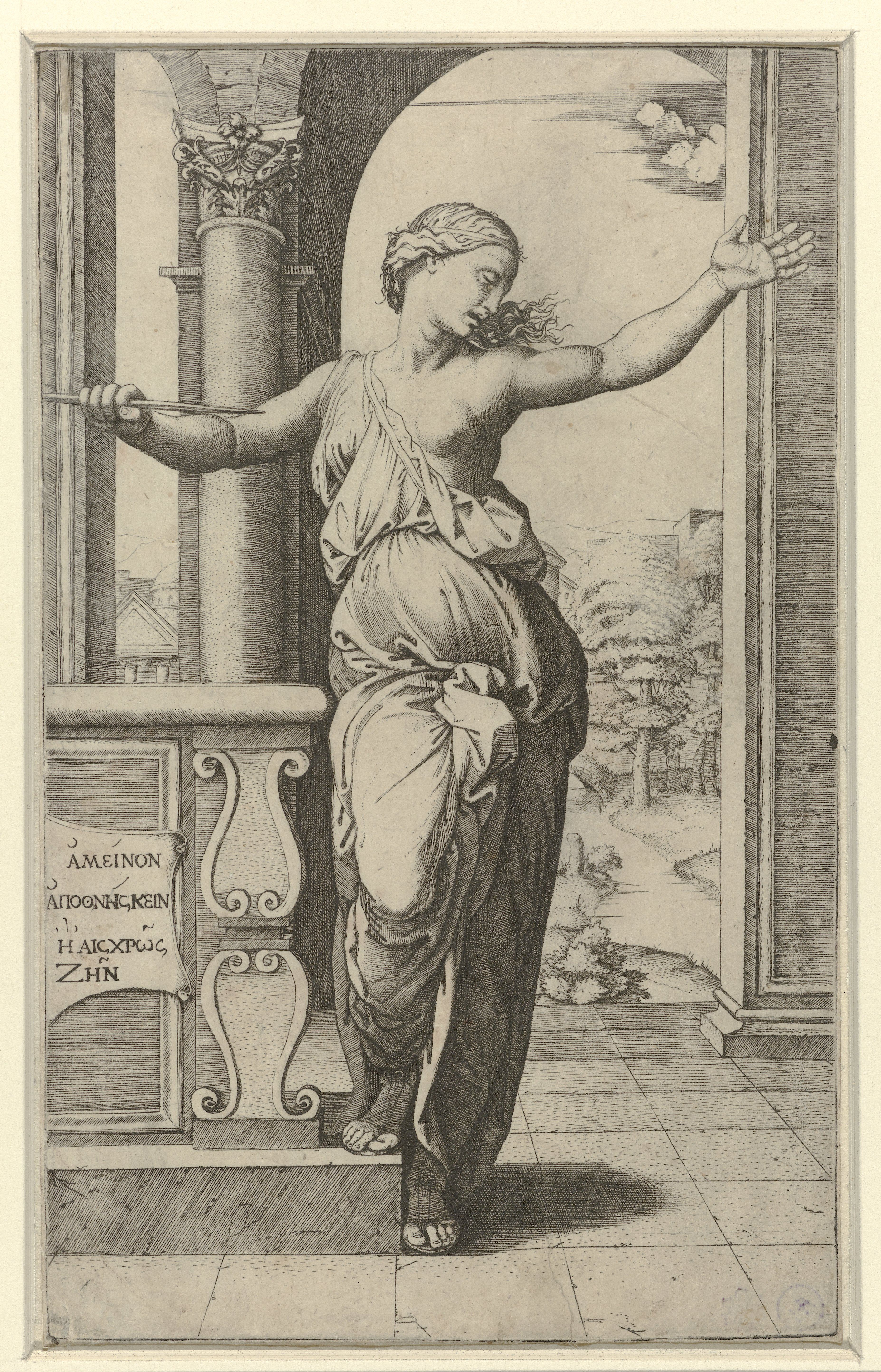
Marcantonio Raimondi: Lucretia, ca. 1510/11, Kupferstich

Er bildete sich an den Stichen und Holzschnitten Albrecht Dürers weiter, die im Italien der Renaissance hoch geschätzt und verbreitet waren. Zwischen 1505 und 1510 kopierte er ca. 80 Graphiken Dürers, einschließlich dessen Monogramm. Über viele Jahrhunderte hinweg war unklar, welche konkreten Konsequenzen dies hatte. In der zweiten Ausgabe der Viten 1568 berichtet Vasari, dass Dürer nach Italien reiste, um gegen die nicht autorisierten Reproduktionen gerichtlich vorzugehen. Allerdings hat die aktuelle Forschung von Grischka Petri ergeben, dass Dürer zwar in Italien war, dort aber keinen gerichtlichen Prozess in Venedig initiierte. Zwar beklagte Dürer sich zu diesem Zeitpunkt über die Kopien seiner Werke (was auch zur Folge hatte, dass sein Werkstattzeichen (AD) 1512 in Nürnberg geschützt wurde) aber konkrete Folgen und Beschwerden an Raimondi, konnten in keinen Archiven gefunden werden. Raimondi verwendete allerdings seit 1511 nicht mehr das Zeichen Dürers, sondern ließ da, wo es im Original vorzufinden war, eine Leerstelle, als Verweis darauf, dass es sich um eine Kopie handelt.
Auch schon vorher war immer kenntlich, dass die Kopien, die er anfertigte, nicht die Originalen sind. So hat er die Holzschnitte Dürers in Kupferstiche übersetzt, was man, als Kunstkenner, sofort erkennen konnte. Außerdem nummerierte Raimondi beispielsweise die Kopie, die er von Dürers Marienleben anfertigte von 1–17 durch, so dass eine Differenzierung zu den Originalen leicht möglich war. Auf dem letzten Blatt, der Anbetung Mariens hat Raimondi zudem sein sowie das Monogramm der Verleger deutlich erkennbar im Bild platziert.
Weitere Vorbilder für die Perfektionierung seiner Technik waren für Raimondi Blätter von Lucas van Leyden.
Während eines Aufenthalts in Florenz stellte er zwei Stiche nach Michelangelos Karton für dessen Fresko Schlacht von Cascina her.

Marcantonio Raimondi: Urteil des Paris (nach Raffael), um 1515/16, Kupferstich. Die Gruppe rechts unten verwendete Édouard Manet 1863 als motivischen Ausgangspunkt für das impressionistische Hauptwerk Das Frühstück im Grünen.

Ab 1510 lebte und arbeitete Raimondi in Rom, wo er Raffael kennenlernte, für den er im gleichen Jahr zum ersten Mal ein Gemälde, die Dido, reproduzierte. Von da an kam es zu einer intensiven Zusammenarbeit zwischen den beiden Künstlern. Raimondi arbeitete ab diesem Zeitpunkt fast ausschließlich für Raffael und stellte in großer Zahl Stiche nach Zeichnungen, Kartons und Gemälden des Malers her. Diese Reproduktionen waren eine Voraussetzung für die verbreitete Wertschätzung und den hohen Bekanntheitsgrad, den Raffael in weiten Kreisen Italien und jenseits der Alpen genoss. Nur durch seine Reproduktionen ist eine Reihe der inzwischen zerstörten oder verschollenen Werke Raffaels bekannt, wie auch Entwürfe zu Gemälden, die nie ausgeführt wurden. Als Höhepunkt der Zusammenarbeit zwischen Raimondi und Raffael gilt Das Urteil des Paris.
Nach den modi, 16 erotischen Zeichnungen Giulio Romanos, für die Pietro Aretino die sonetti lussuriosi geschrieben hat, fertigte er Stiche an. Das brachte ihm 1524 einen Aufenthalt im Gefängnis ein, aus dem er erst auf Bitten von Kardinal Ippolito de’ Medici und des Bildhauers Baccio Bandinelli freigelassen wurde.
Durch den Sacco di Roma von 1527 wurde Raimondis blühendes Unternehmen vernichtet, da er weder Auftraggeber noch Abnehmer für seine graphische Produktion fand. Laut Vasari musste er vor der spanischen Soldateska fliehen, möglicherweise ging er nach Bologna. Ab jetzt verlieren sich seine Spuren, nach 1527 lassen sich keine Werke mehr sicher nachweisen.

## Bedeutung
Das Werk Raimondis, seine Themen und die von ihm erreichte technische Perfektion zum Beispiel in der Herstellung von Helldunkel-Effekten, waren von großem Einfluss auf kommende Generationen von Kupferstechern, deren Hauptgegenstand die Reproduktion von Kunstwerken wurde. Raimondi und die in seiner Werkstatt ausgebildeten Künstler trugen dazu bei, die Kenntnis über Ikonographie und die Glanzleistungen der italienischen Malerei ihrer Zeit weit zu verbreiten und allgemein bekannt zu machen.